# Championnats d'Europe d'aviron 1913
Navigation
Édition précédente Édition suivante
Les championnats d'Europe d'aviron 1913, vingt-et-unième édition des championnats d'Europe d'aviron, ont lieu en le samedi 23 août 1913 et le dimanche 24 août 1913 à Gand, en Belgique.

## Organisation
Le vendredi 24 août, le congrès débute à 3 heures après un déjeuner à l'hôtel de ville de Gand. 
Le samedi 25 août 1913, des éliminatoires ont lieu et le lendemain sont disputées les finales. En plus des cinq courses au programme des championnats d'Europe (skiff, deux de pointe avec barreur, deux rameurs en couple, quatre avec barreur et huit), le comité d'organisation décide de rajouter des courses internationales juniors à quatre et à huit rameurs ainsi qu'une course en yole de mer à quatre rameurs seniors,.

## Participants
Les pays participants envoient leurs meilleurs athlètes et la compétition est annoncée comme « la plus importante ayant été organisée à ce jour ». Tous les pays affiliés à la FISA (Allemagne, Belgique, France, Suisse, Hongrie et Italie) participent, auxquels s'ajoute la Hollande qui candidate à l'entrée dans la fédération internationale. L'Autriche et la Fédération du Nord (Danemark, Finlande, Norvège et Suède) étaient attendus mais n'ont pas participé.
Lors des vingt éditions précédentes, 94 courses ont été disputées. La Belgique en a remporté 42, la France 30, l'Italie 14, la Suisse 7 et l'Alsace Lorraine 1,.